# Tírthankara
A tírthankara (szanszkrit: तीर्थंकर ; jelentése: gázlókészítő) a szenvedés és a létezés tengerén átvezető, megváltó utat tanító 24 spirituális tanító címe a dzsainizmusban, vagyis a dzsina szinonimája. Magyar fordítása alapján gázlókészítőnek vagy gázlóépítőnek nevezik őket, mert a hívők szerint ők fedezték fel azt az átjárót, amelyen az emberek átkelhetnek a szanszára viharos tengerén.
A hívők alapján a tírthankara a minden dolgok tudója és a dharma kinyilatkoztatója; aki mentes mind a 18 hibától: éhség, szomjúság, öregség, betegség, születés, halál, félelem, büszkeség, ragaszkodás, irtózás, elvakultság, aggodalom, önteltség, gyűlölet, nyugtalanság, izzadás, alvás és meglepettség.
Risabha, Pársva és Mahávíra kivételével a dzsaina kánon rendkívül sztereotip formában mutatja be az életüket. A dzsaina templomokban ma teljesen egyforma képek találhatók a 24 tirthankáról, csak az egyes alakokhoz kapcsolódó emblémák alapján különböztethetők meg egymástól. 

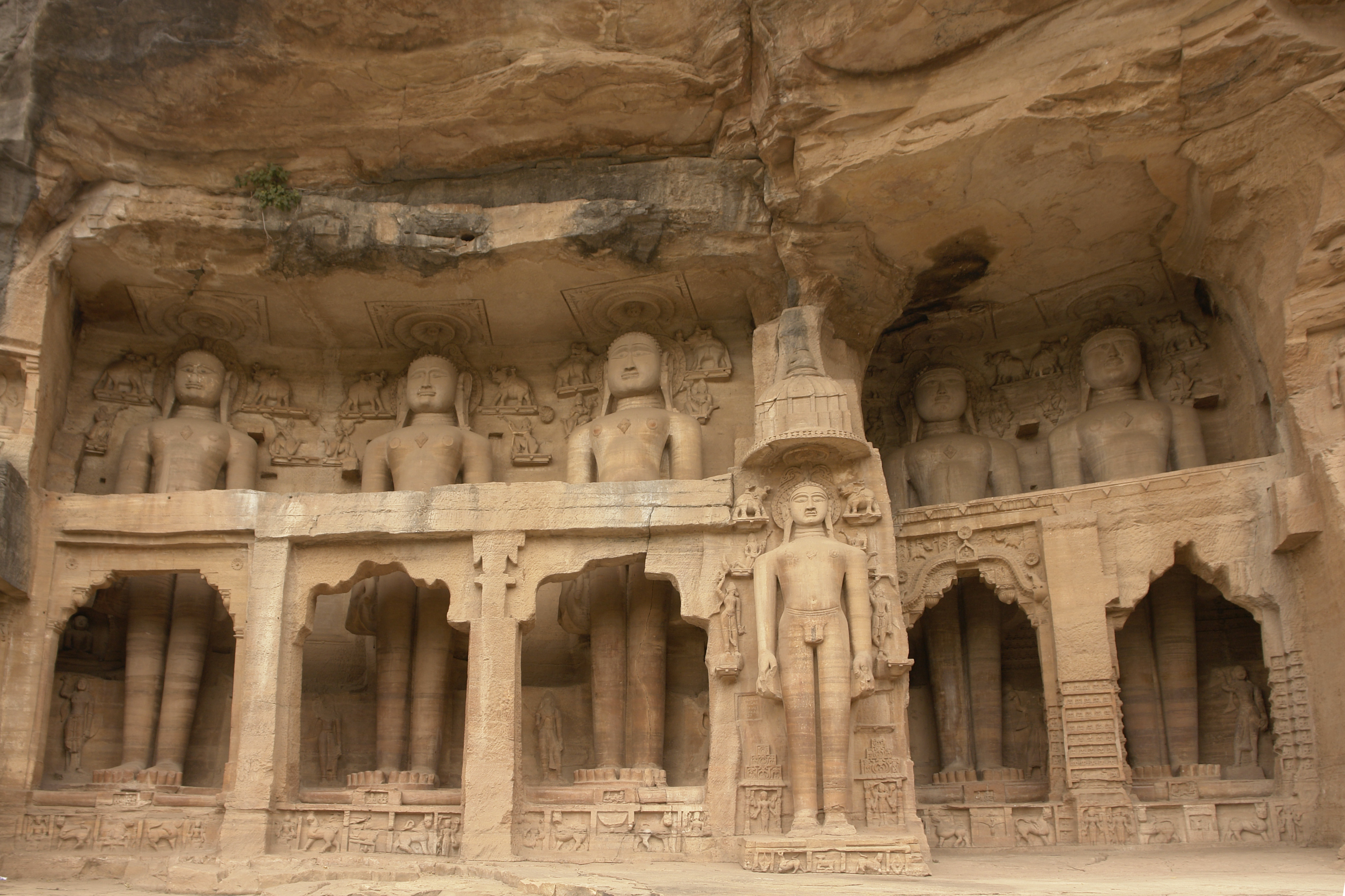
Tírthankara ábrázolások Gválijar (Gwalior) erődjében

A huszonnégy tírthankara a következő:
| No. | név                    | szimbólum                                 |
| --- | ---------------------- | ----------------------------------------- |
| 1   | Risabha (Ádinátha)     | bika                                      |
| 2   | Adzsita                | elefánt                                   |
| 3   | Szambhava              | ló                                        |
| 4   | Abhinandana            | majom                                     |
| 5   | Szumati                | kócsag                                    |
| 6   | Padmaprabha            | lótusz                                    |
| 7   | Szupársva              | szvasztika                                |
| 8   | Csandraprabha          | hold                                      |
| 9   | Szuvidhi (Pushpadanta) | krokodil                                  |
| 10  | Sítala                 | kívánságfa                                |
| 11  | Sréjánsza              | orrszarvú                                 |
| 12  | Vászupúdzsja           | bivaly                                    |
| 13  | Vimala                 | vadkan                                    |
| 14  | Ananta                 | tarajos sül (Digambara) héja (Śvētāmbara) |
| 15  | Dharma                 | vadzsra                                   |
| 16  | Sánti                  | szarvas, antilop                          |
| 17  | Kunthu                 | kecske                                    |
| 18  | Ara                    | halak                                     |
| 19  | Malli                  | vizeskorsó                                |
| 20  | Muniszuvrata           | teknősbéka                                |
| 21  | Nami                   | kék lótusz                                |
| 22  | Némi                   | kagyló                                    |
| 23  | Pársva                 | kígyó                                     |
| 24  | Mahávíra               | oroszlán                                  |